# Esteve de Tongeren
Esteve de Tongeren també conegut com a Esteve de Lieja (abans de 850 – 19 de maig de 920 era el bisbe de Lieja de 903 a 920. Durant el seu mandat va augmentar les possessions del bisbat. Va tenir un paper important en la mediació entre Frància Oriental i Occidental. Va promoure i compondre música religiosa i escrigué una hagiografia sobre Llambert de Lieja.

## Biografia
Surt d'una família noble emparentada a la casa carolíngia per Carles III de França. Va estudiar a Metz i a l'escola de la cort de Carles II el Calb. Va adquirir les abadies de Saint-Mihiel prop de Verdun, de Saint-Èvre a Toul i de Moustier-sur-Sambre.
Sense desfer-se de les seves tres abadies, va ser elegit bisbe de Lieja el 903. Lluís IV d'Alemanya, donà l'abadia de Fosses al bisbat el 907 i confirmà les donacions del duc Suentibol de Lotaríngia i d'Arnulf de Caríntia als seus predecessors: entre altres l'abàdia de Lobbes, d'Herbitzheim i el feu de Theux. De més, atorgà el dret de moneda i de duana a Maastricht. Carles III li donà les abadies d'Hastière i de Sant Rumold a Mechelen i el bosc de Theux.
Va introduir la festa de la Trinitat a la seva diòcesi i va compondre la música religiosa per a il·lustrar les celebracions. Escrigué la Vita Sancti Lamberti i el Liber Capitularis, un llibre de corals.
Va ser sebollit a la cripta de la catedral de Sant Lambert a Lieja. Durant el període de sede vacante va hi haver moltes querelles per a la seva successió.